# Drepanolejeunea sikkimensis
Drepanolejeunea sikkimensis là một loài Rêu trong họ Lejeuneaceae. Loài này được (Udar & U.S. Awasthi) Grolle mô tả khoa học đầu tiên năm 1984.